# Kim Tae-hun
Kim Tae-hun (Wonju, 15 de agosto de 1994) é um taekwondista sul coreano, medalhista olímpico.

## Carreira
Kim Tae-hun competiu na Rio 2016, na qual conquistou a medalha de bronze, na categoria até 58kg..